# Нефтегазовый комплекс
Нефтегазовый комплекс — обобщённое название группы отраслей по добыче, транспортировке и переработке нефти (нефтяная промышленность) и газа (газовая промышленность) и распределению продуктов их переработки.

## Нефтегазовый комплекс в России
По объемам разведанных запасов жидких углеводородов Россия занимает 2-е место в мире с долей порядка 10 %; запасы нефти учтены в недрах практически каждого второго субъекта РФ; добыча нефти ведется на территории 35 субъектов РФ.
Нефтегазовый комплекс — основной элемент российской экономики: предприятия нефтегазового комплекса дают более четверти объёма производства промышленной продукции России, более трети всех налоговых платежей и других доходов в бюджетную систему, более половины поступлений страны от экспорта.
- Газовая промышленность России
- Нефтяная промышленность России

Нефтегазовый комплекс курирует Министерство энергетики Российской Федерации.
Капитальные вложения в нефтегазовый комплекс, за счёт всех источников финансирования, составляют около одной трети от общего объёма инвестиций[куда?].

### Транспортировка и торговля
см. Газотранспортная система России
- Категория:Энергетическая политика России
- Газовые конфликты между Россией и Украиной
- Газовый конфликт между Россией и Туркменистаном
- Российско-белорусские энергетические конфликты